# Straßenbahn Samsun
Die Straßenbahn Samsun ist das am 10. Oktober 2010 eröffnete Straßenbahnsystem der türkischen Stadt Samsun.

## Entwicklung
Als erste Ausbaustufe wurde am 10. Oktober 2010 eine 15,5 km lange Strecke zwischen dem zentral gelegenen Bahnhof (Haltestelle Gar) und der Universität (Haltestelle OMÜ Rektörlük) im Nordwesten der Stadt in Betrieb genommen. Sie folgt grob mit einigem Abstand der Schwarzmeerküste und tangiert bei der Haltestelle Cumhuriyet Meydanı die Altstadt. Vom Bahnhof aus wurde die Strecke 2016 in zwei Abschnitten weiter grob entlang der Küste verlängert, am 26. August um 4,0 km bis Balıkçı Barınağı und am 10. Oktober um weitere 9,0 km bis Stadyum. Die letzten 600 Meter ab der Haltestelle Tekkeköy werden jedoch nur bei Veranstaltungen bedient. Am nordwestlichen Ende wurde die Strecke am 5. Juli 2019 um 5,2 km zu den deutlich höher gelegenen Teilen der Universität weiter im Landesinneren verlängert und erreichte somit eine Länge von 33,7 km.
Es ist geplant, das Netz ab Tekkeköy in Richtung Osten zum Flughafen Samsun-Çarşamba zu erweitern. Langfristig ist ein Netz aus drei Linien vorgesehen.

## Fahrzeuge
Zur Betriebseröffnung 2010 lieferte AnsaldoBreda 16 fünfteilige Multigelenkwagen des Typs Sirio mit einer Länge von 32,075 m. Im Jahr 2013 kamen fünf vierteilige, 40,014 m lange Kurzgelenkwagen des Herstellers CNR Tangshan hinzu. Wie die Sirios als fünfteilige Multigelenkwagen ausgeführt sind acht Fahrzeuge des Typs Panorama, die 2016 bis 2017 vom türkischen Unternehmen Durmazlar geliefert wurden und eine Länge von 32,970 m haben. Des Weiteren wurden im Juli 2024 zehn siebenteilige Multigelenkwagen mit einer Länge von 42 Metern beim Hersteller Bozankaya bestellt. Die Antriebsleistung beträgt 6 × 120 kW, die Leermasse ungefähr 59 Tonnen. Sie bieten 82 Sitzplätze und – bei acht Personen pro Quadratmeter – 410 Stehplätze. Alle vier Fahrzeugtypen sind 2,65 m breit und Zweirichtungswagen.